# Squash-Mannschaftsweltmeisterschaft 1999
Die 17. Mannschafts-Weltmeisterschaft der Herren (englisch 1999 Men's World Team Squash Championships) fand im Jahr 1999 in Kairo, Ägypten statt. Insgesamt 29 Mannschaften nahmen teil. Belgien und Kenia gaben ihr Debüt bei einer Weltmeisterschaft.
Titelverteidiger England, Weltmeister von 1995 und 1997, scheiterte im diesjährigen Halbfinale an Wales. Die walisische Mannschaft hatte zuvor noch nie das Halbfinale bzw. das Finale erreicht. In der Vorrunde unterlag Wales zuvor sowohl England als auch Ägypten mit jeweils 0:3, zog durch ein 2:1 gegen Malaysia aber noch ins Viertelfinale ein. Auch der Finalgegner Ägypten zog zum ersten Mal ins Endspiel einer Weltmeisterschaft ein, nachdem es im Halbfinale die australische Mannschaft bezwungen hatte. Die Gastgeber aus Ägypten besiegten Wales schließlich klar mit 3:0 und gewannen so ihren ersten Weltmeistertitel. Dritter wurde England vor Australien.
Die deutsche Mannschaft um Simon Frenz, Florian Pößl, Oliver Kowalski und Hansi Seestaller belegte den zehnten Rang. Österreich erreichte Rang 21 mit der Aufstellung Clemens Wallishauser, Gerhard Schedlbauer und David Huck. Die Schweiz schloss das Turnier mit Reto Donatsch, André Holderegger und Lars Harms auf Platz 17 ab.

## Modus
Die teilnehmenden Mannschaften traten in acht Gruppen an. Diese wurden nach den Ergebnissen der Weltmeisterschaft 1997 eingeteilt, wobei die 16 besten Mannschaften in die Gruppen A, B, C und D gelost wurden. Nur diese 16 Mannschaften spielten um den Titel. Die Gruppenzweiten und -dritten der Gruppen C und D erreichten die Platzierungsspiele um die Plätze 9 bis 16, zusammen mit den Gruppenvierten der Gruppen A und B und den Gruppensiegern der Gruppen E und F. Die Plätze 17 bis 24 wurden von Gruppensiegern der Gruppen G und H, den Gruppenzweiten und -dritten der Gruppen E und F sowie den Gruppenletzten der Gruppen C und D ausgespielt. Um die Plätze 25 bis 32 spielten die Letztplatzierten der Gruppen E und F und die Gruppenzweiten, -dritten und -vierten der Gruppen G und H. Innerhalb der Gruppe wurde im Round Robin-Modus gespielt, die drei bestplatzierten Mannschaften der Gruppen A und B sowie die Sieger der Gruppen C und D zogen ins Halbfinale ein. Dieses wurde im K.-o.-System ausgetragen. Alle Plätze wurden ausgespielt.
Alle Mannschaften bestanden aus mindestens drei und höchstens vier Spielern, die in der Reihenfolge ihrer Spielstärke gemeldet werden mussten. Pro Begegnung wurden drei Einzelpartien bestritten. Eine Mannschaft hatte gewonnen, wenn ihre Spieler zwei der Einzelpartien gewinnen konnten. Die Spielreihenfolge der einzelnen Partien war unabhängig von der Meldereihenfolge der Spieler.

## Ergebnisse

### Vorrunde

#### Gruppe A
| Rang | Land     | Sp. | S | N | Sp.-Diff. | Punkte |
| ---- | -------- | --- | - | - | --------- | ------ |
| 1    | England  | 3   | 3 | 0 | 8:1       | 6      |
| 2    | Ägypten  | 3   | 2 | 1 | 7:2       | 4      |
| 3    | Wales    | 3   | 1 | 2 | 2:7       | 2      |
| 4    | Malaysia | 3   | 0 | 3 | 1:8       | 0      |

| England | – | Ägypten  | 2:1 |
| England | – | Wales    | 3:0 |
| England | – | Malaysia | 3:0 |
| Ägypten | – | Wales    | 3:0 |
| Ägypten | – | Malaysia | 3:0 |
| Wales   | – | Malaysia | 2:1 |

#### Gruppe B
| Rang | Land       | Sp. | S | N | Sp.-Diff. | Punkte |
| ---- | ---------- | --- | - | - | --------- | ------ |
| 1    | Australien | 3   | 3 | 0 | 9:0       | 6      |
| 2    | Kanada     | 3   | 1 | 2 | 4:5       | 2      |
| 3    | Finnland   | 3   | 1 | 2 | 3:6       | 2      |
| 4    | Pakistan   | 3   | 1 | 2 | 2:7       | 2      |

| Australien | – | Kanada   | 3:0 |
| Australien | – | Finnland | 3:0 |
| Australien | – | Pakistan | 3:0 |
| Kanada     | – | Finnland | 1:2 |
| Kanada     | – | Pakistan | 3:0 |
| Finnland   | – | Pakistan | 1:2 |

#### Gruppe C
| Rang | Land        | Sp. | S | N | Sp.-Diff. | Punkte |
| ---- | ----------- | --- | - | - | --------- | ------ |
| 1    | Südafrika   | 3   | 3 | 0 | 9:0       | 6      |
| 2    | Schweden    | 3   | 2 | 1 | 5:4       | 4      |
| 3    | Deutschland | 3   | 1 | 2 | 4:5       | 2      |
| 4    | Belgien     | 3   | 0 | 3 | 0:9       | 0      |

| Südafrika   | – | Schweden    | 3:0 |
| Südafrika   | – | Deutschland | 3:0 |
| Südafrika   | – | Belgien     | 3:0 |
| Schweden    | – | Deutschland | 2:1 |
| Schweden    | – | Belgien     | 3:0 |
| Deutschland | – | Belgien     | 3:0 |

#### Gruppe D
| Rang | Land       | Sp. | S | N | Sp.-Diff. | Punkte |
| ---- | ---------- | --- | - | - | --------- | ------ |
| 1    | Frankreich | 3   | 3 | 0 | 8:1       | 6      |
| 2    | Schottland | 3   | 1 | 2 | 4:5       | 2      |
| 3    | Neuseeland | 3   | 1 | 2 | 3:6       | 2      |
| 4    | Schweiz    | 3   | 1 | 2 | 3:6       | 2      |

| Frankreich | – | Schottland | 2:1 |
| Frankreich | – | Neuseeland | 3:0 |
| Frankreich | – | Schweiz    | 3:0 |
| Schottland | – | Schweiz    | 1:2 |
| Schottland | – | Neuseeland | 2:1 |
| Neuseeland | – | Schweiz    | 2:1 |

#### Gruppe E
| Rang | Land        | Sp. | S | N | Sp.-Diff. | Punkte |
| ---- | ----------- | --- | - | - | --------- | ------ |
| 1    | Dänemark    | 3   | 3 | 0 | 7:2       | 6      |
| 2    | Hongkong    | 3   | 2 | 1 | 6:3       | 4      |
| 3    | Niederlande | 3   | 1 | 2 | 5:4       | 2      |
| 4    | Japan       | 3   | 0 | 3 | 0:9       | 0      |

| Dänemark    | – | Hongkong    | 2:1 |
| Dänemark    | – | Niederlande | 2:1 |
| Dänemark    | – | Japan       | 3:0 |
| Hongkong    | – | Niederlande | 2:1 |
| Hongkong    | – | Japan       | 3:0 |
| Niederlande | – | Japan       | 3:0 |

#### Gruppe F
| Rang | Land       | Sp. | S | N | Sp.-Diff. | Punkte |
| ---- | ---------- | --- | - | - | --------- | ------ |
| 1    | Irland     | 3   | 3 | 0 | 8:1       | 6      |
| 2    | Österreich | 3   | 2 | 1 | 5:4       | 4      |
| 3    | Spanien    | 3   | 1 | 2 | 3:6       | 2      |
| 4    | Nigeria    | 3   | 0 | 3 | 2:7       | 0      |

| Irland     | – | Österreich | 2:1 |
| Irland     | – | Spanien    | 3:0 |
| Irland     | – | Nigeria    | 3:0 |
| Österreich | – | Spanien    | 2:1 |
| Österreich | – | Nigeria    | 2:1 |
| Spanien    | – | Nigeria    | 2:1 |

#### Gruppe G
| Rang | Land        | Sp. | S | N | Sp.-Diff. | Punkte |
| ---- | ----------- | --- | - | - | --------- | ------ |
| 1    | Argentinien | 1   | 1 | 0 | 3:0       | 2      |
| 2    | Norwegen    | 1   | 0 | 1 | 0:3       | 0      |

| Argentinien | – | Norwegen | 3:0 |

#### Gruppe H
| Rang | Land               | Sp. | S | N | Sp.-Diff. | Punkte |
| ---- | ------------------ | --- | - | - | --------- | ------ |
| 1    | Vereinigte Staaten | 3   | 2 | 0 | 6:0       | 4      |
| 2    | Kuwait             | 2   | 1 | 1 | 2:4       | 2      |
| 3    | Kenia              | 2   | 0 | 2 | 1:5       | 0      |

| Vereinigte Staaten | – | Kuwait | 3:0 |
| Vereinigte Staaten | – | Kenia  | 3:0 |
| Kuwait             | – | Kenia  | 2:1 |

### Viertelfinale
| England    | – | Frankreich | 3:0 |
| Wales      | – | Kanada     | 2:1 |
| Ägypten    | – | Finnland   | 3:0 |
| Australien | – | Südafrika  | 2:1 |

### Halbfinale
| Wales   | – | England    | 2:1 |
| Ägypten | – | Australien | 3:0 |

### Finale
| Ägypten                                                   | Finale | Wales                                                 |
| --------------------------------------------------------- | --- | ----------------------------------------------------- |
| Team Ahmed Barada Omar Elborolossy Amir Wagih Amr Shabana | Datum: 22. September 1999 Ort: Kairo \| Ahmed Barada \| 9:2, 9:3, 4:9, 0:9, 9:6 \| Alex Gough \| \| Omar Elborolossy \| 9:6, 2:9, 10:8, 9:4 \| David Evans \| \| Amr Shabana \| 9:1, 9:6 \| Greg Tippings \| Resultat: 3:0 | Team Alex Gough David Evans Gavin Jones Greg Tippings |
| Ahmed Barada                                              | 9:2, 9:3, 4:9, 0:9, 9:6 | Alex Gough                                            |
| Omar Elborolossy                                          | 9:6, 2:9, 10:8, 9:4 | David Evans                                           |
| Amr Shabana                                               | 9:1, 9:6 | Greg Tippings                                         |

## Abschlussplatzierungen
| Rang | Mannschaft |
| 01.  | Ägypten    |
| 02.  | Wales      |
| 03.  | England    |
| 04.  | Australien |
| 05.  | Finnland   |
| 06.  | Kanada     |
| 07.  | Frankreich |
| 08.  | Südafrika  |

| Rang | Mannschaft  |
| 09.  | Schweden    |
| 10.  | Deutschland |
| 11.  | Malaysia    |
| 12.  | Pakistan    |
| 13.  | Irland      |
| 14.  | Neuseeland  |
| 15.  | Dänemark    |
| 16.  | Schottland  |

| Rang | Mannschaft         |
| 17.  | Schweiz            |
| 18.  | Vereinigte Staaten |
| 19.  | Niederlande        |
| 20.  | Hongkong           |
| 21.  | Österreich         |
| 22.  | Spanien            |
| 23.  | Argentinien        |
| 24.  | Belgien            |

| Rang | Mannschaft |
| 25.  | Nigeria    |
| 26.  | Japan      |
| 27.  | Kuwait     |
| 28.  | Norwegen   |
| 29.  | Kenia      |